# Synagoga w Bańskiej Szczawnicy

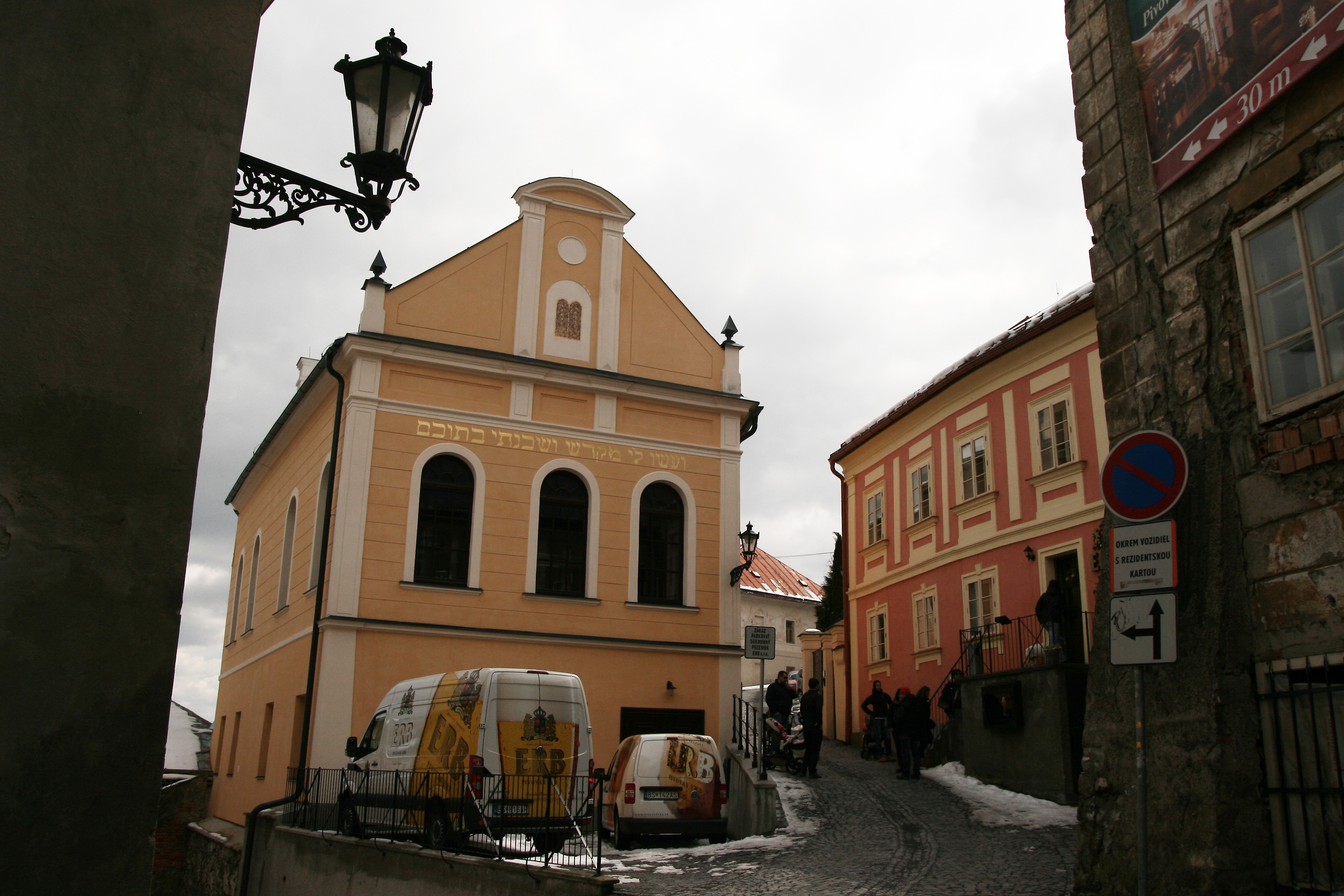
Synagoga w bańskiej Szczawnicy po rekonstrukcji

Synagoga w Bańskiej Szczawnicy (słow. Synagóga v Banske Štiavnice) – dawna synagoga żydowska, znajdująca się w Bańskiej Szczawnicy na Słowacji. Obecnie własność prywatna, po rekonstrukcji z początku pierwszej dekady XXI w. jej pomieszczenia wykorzystuje miejscowy browar ERB.

## Położenie
Budowla znajduje się w historycznym centrum miasta (adres: Novozámocká 5). Wznosi się na wąskiej, mocno nachylonej działce u zbiegu ulic Striebornej i Novozámockej, w obrębie miejskiego rezerwatu zabytkowego. Podlega ochronie jako narodowy zabytek kultury (słow. národná kultúrna pamiatka).

## Historia
Prawie do końca XIX w. na działce zajmowanej dziś przez synagogę stał późnorenesansowy, murowany, trójtraktowy, dwukondygnacyjny dom mieszkalny, wzniesiony na planie nieforemnego trapezu na znacznie starszych (średniowiecznych) podstawach. Rozbudowany w połowie XIX w. został następnie wykupiony przez miejscową gminę żydowską i w l. 1891-1893 przebudowany jej staraniem na miejsce kultu. Rozpoczęcie eksterminacji ludności żydowskiej przez państwo słowackie spowodowało rozpad miejscowej żydowskiej gminy wyznaniowej. W 1941 r. budowla przestała pełnić rolę bożnicy, choć szczęśliwie nie została unicestwiona przez faszystów. Po wojnie w l. 50. XX w. umieszczono w niej warsztat blacharski, później mieściła się w niej siedziba ośrodka szkolenia kierowców. Wykupiony przez prywatnego inwestora budynek został pod nadzorem służb konserwatorskich w l. 2013–2014 gruntownie restaurowany, a jego wnętrza przeznaczono na pomieszczenia technologiczne, biurowe i laboratorium miejscowego browaru ERB.

## Architektura
Wnętrze dawnej synagogi było dostępne dwoma niezależnymi wejściami od ulicy Novozámockej: niżej usytuowanym – główna, sklepiona sala, wyżej usytuowanym – empora obiegająca tę salę z trzech stron (południowej, zachodniej i północnej), przeznaczona dla kobiet. Budowla reprezentuje styl neoklasycystyczny. Trójosiowa, dwukondygnacyjna fasada zamknięta została wydatnym gzymsem i zwieńczona trójkątnym, łukowato zakończonym szczytem. Całość nakryta została dachem dwuspadowym. Całe wnętrze było pokryte malowidłami z motywami luster, ośmioramiennych gwiazd i wici roślinnych, które jednak wkrótce zostały ponownie przemalowane.
W roku 1949 wnętrze przebudowano pod kątem nowego przeznaczenia budynku, m.in. przedzielono salę nowym stropem (na poziomie empor) na dwie kondygnacje, podzielono je drewnianymi ścianami na mniejsze pomieszczenia, wymieniono okna i drzwi.
Podczas restauracji rozbudowano budynek, dostawiając „tylną” część w miejsce dawnego skrzydła i nakrywając ją dachem wspólnym z częścią frontową. Na fasadzie wyróżniają się trzy półokrągło zamknięte okna drugiej kondygnacji, a nad nimi wykonany złoconymi literami hebrajski cytat z Biblii. We wnętrzach wyeksponowane zostały zachowane elementy konstrukcyjne, jak bima, filary empor dla kobiet, oryginalny portal i in.

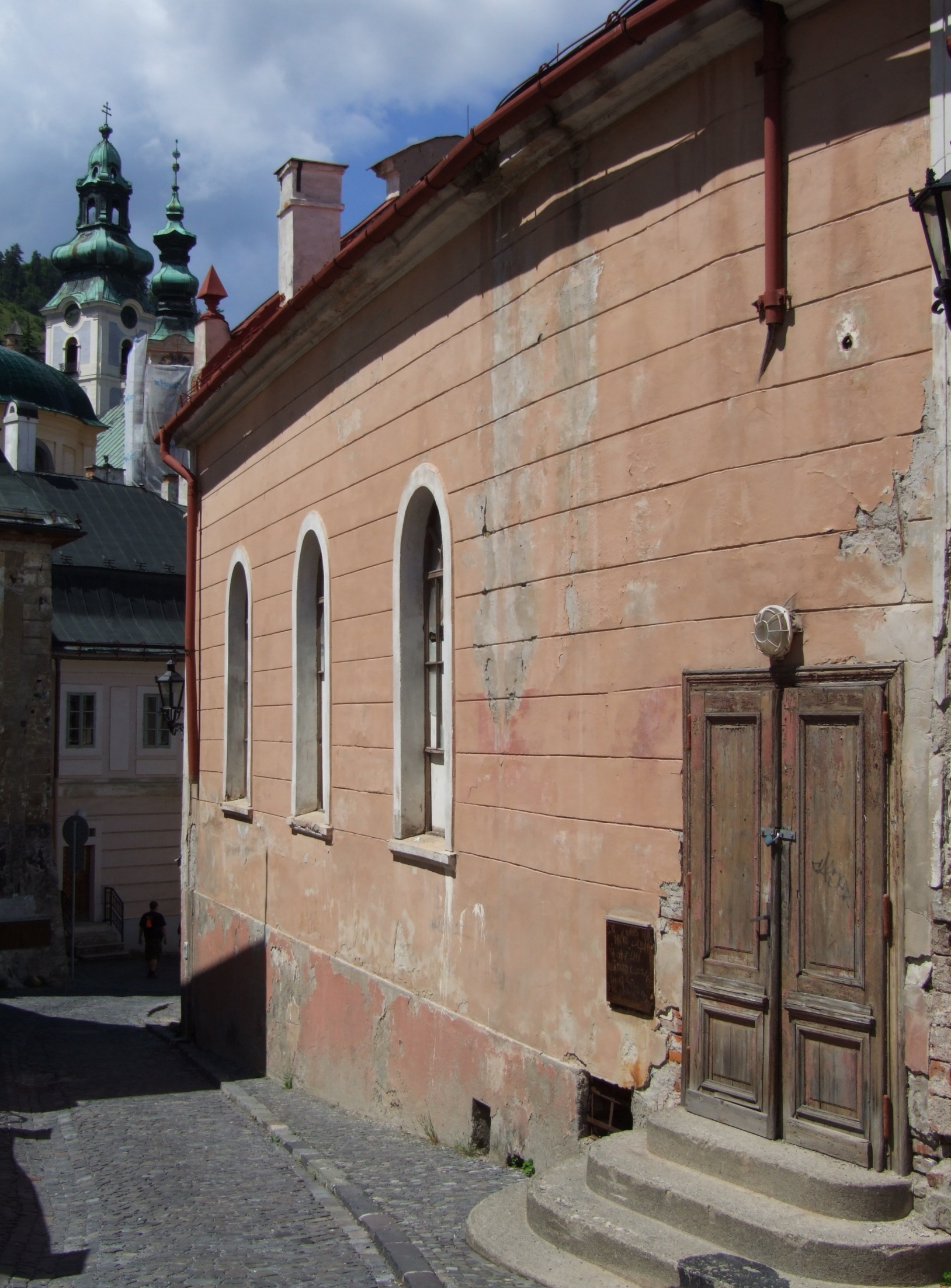
Boczne wejście do synagogi (przed rekonstrukcją)